# Absol
Absol är ett saneringsmedel som används vid sanering av utspillda vätskor såsom oljor och syror. Då Absol är kalkhaltigt neutraliserar det syror. Kan även i tillämpliga fall användas som släckmedel vid bränder.